# Tweede Kamerverkiezingen 1994/Kandidatenlijst/PMR
De kandidatenlijst voor de Tweede Kamerverkiezingen 1994 van de Partij voor Milieu en Recht was als volgt:

## De lijst
1. Ronald Kaatee - 6.091 stemmen
2. Ton Hamers - 295
3. Karel Korpershoek - 178
4. Arnout van de Velde - 395
5. Guus Alink - 247
6. Lenhardt Verspyck - 155
7. Elise Hobbelink - 445
8. Lennart van Empel - 137
9. Jeroen Meetsma - 96
10. Ivo Horevoorts - 99
11. Jan Jansen - 132
12. Fons Toele - 435

CDA · PvdA · VVD · D66 · GroenLinks · SGP · GPV · RPF · Centrumdemocraten · De Nieuwe Partij · PSP'92 · SP · SAP · Natuurwetpartij · PMR · Unie 55+ · SBP · AOV · CP'86 · Libertarische Partij · De Groenen · Vrije Indische Partij · NCPN · ADP · Solidair '93 · Patriottisch Democratisch Appèl